# توموهیکو ایکوچی
توموهیکو ایکوچی (انگلیسی: Tomohiko Ikeuchi؛ زاده ۱ نوامبر ۱۹۷۷) بازیکن فوتبال اهل ژاپن است.
از باشگاه‌هایی که در آن بازی کرده‌است می‌توان به باشگاه فوتبال کاشیما آنتلرز، باشگاه فوتبال کونسادول ساپورو، و باشگاه فوتبال کونسادول ساپورو، اشاره کرد.